# 三相4線式
三相4線式（さんそうよんせんしき）とは、三相交流電力を4本の電線・ケーブルを用いて供給する配電方式である。

## 低圧三相4線式

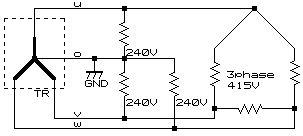
三相4線式配電線

電力需要密度の高い地域で、地中電線路や50 kVAを超え2,000 kVA以下の借室電気室の二次側、電動機などの三相415 V負荷や高周波点灯蛍光灯などの単相240 V負荷を使用する、需要電力の多い建築物の構内バスダクト幹線などに用いられる。
三相変圧器二次側中性点から、電圧のかからない接地された中性線と、他の端子から対地電圧240 Vの電圧がかかった電圧線3本とを引き出す。電圧線と中性線とを単相240 V負荷に接続する。相間電圧415 Vの三相負荷には電圧線3本を接続し、中性点を接地線または中性線に接続する（接地方式により異なる）。
単相100/200 Vや三相200 Vの負荷に供給するためには、別に低圧-低圧の三相7線式・三相3線式・単相3線式・スコット結線などの変圧器（タイトランス:Tie Transformer）が必要である。

### ヨーロッパの低圧配電方式
低圧三相4線式配線はヨーロッパ諸国など200V級の商用電源電圧を使用する地域の低圧配電方式として一般的である。
高圧で配電された三相交流の電気は末端の低圧変圧器で380V～420Vの三相交流電源に降圧され、動力として使用する場合はそのまま、電灯線として使用する場合はそのうちのいずれか１本と接地線を取り出して単相交流電源として使用する。電灯線電圧は三相交流電源の電圧の {\displaystyle {\frac {1}{\sqrt {3}}}} 倍となり、三相380Vからは単相220V、三相400Vからは単相230V、三相415Vからは単相240Vを得ることができる。
日本の配電方式との大きな違いは、日本では動力と電灯で低圧変圧器や低圧配電線に別々のものを用いるのに対し、本方式では低圧変圧器や低圧配電線を共有しており、設備の利用効率が高いことが挙げられる。ただし同一のものを使用していても、動力を必要としない需要家に対しては4線のうち2線のみを取り出して単相2線で引き込まれることが普通である。
なお、大韓民国など200V級の商用電源電圧でありながら60Hzの周波数を使用する地域では、単相3線式配線で110Vなどから220Vなどへ昇圧した例が大半でしたが、以後、上記方法が普遍化することで利点が得られた。

## 11.4 kV Y結線特別高圧三相4線式
6.6 kV Δ結線三相3線式高圧配電線路に中性線1本を架設して特別高圧に昇圧したもの。20 kV級特別高圧三相3線式などにさらに昇圧されたものが多く、ほとんど現存しない。
6.6 kV Δ結線高圧三相3線式との比較
- 供給力が√3倍、電圧降下が1/3となる。
- 同じ容量の負荷に供給する場合には、電線路損失が1/3に低減できる。
- 事故時の保護に工夫が必要である。